# هال هدسون
هال هدسون (بالإنجليزية: Hal Hudson)‏ هو لاعب كرة قاعدة أمريكي، ولد في 4 مايو 1927 في غروس بوينت في الولايات المتحدة، وتوفي في 8 يوليو 2016 في بورت سانت لوسي في الولايات المتحدة.

## وصلات خارجية
- هال هدسون على موقعبيزبول رفرنس.كوم (الدوري الرئيسي) (الإنجليزية)